# Slimer

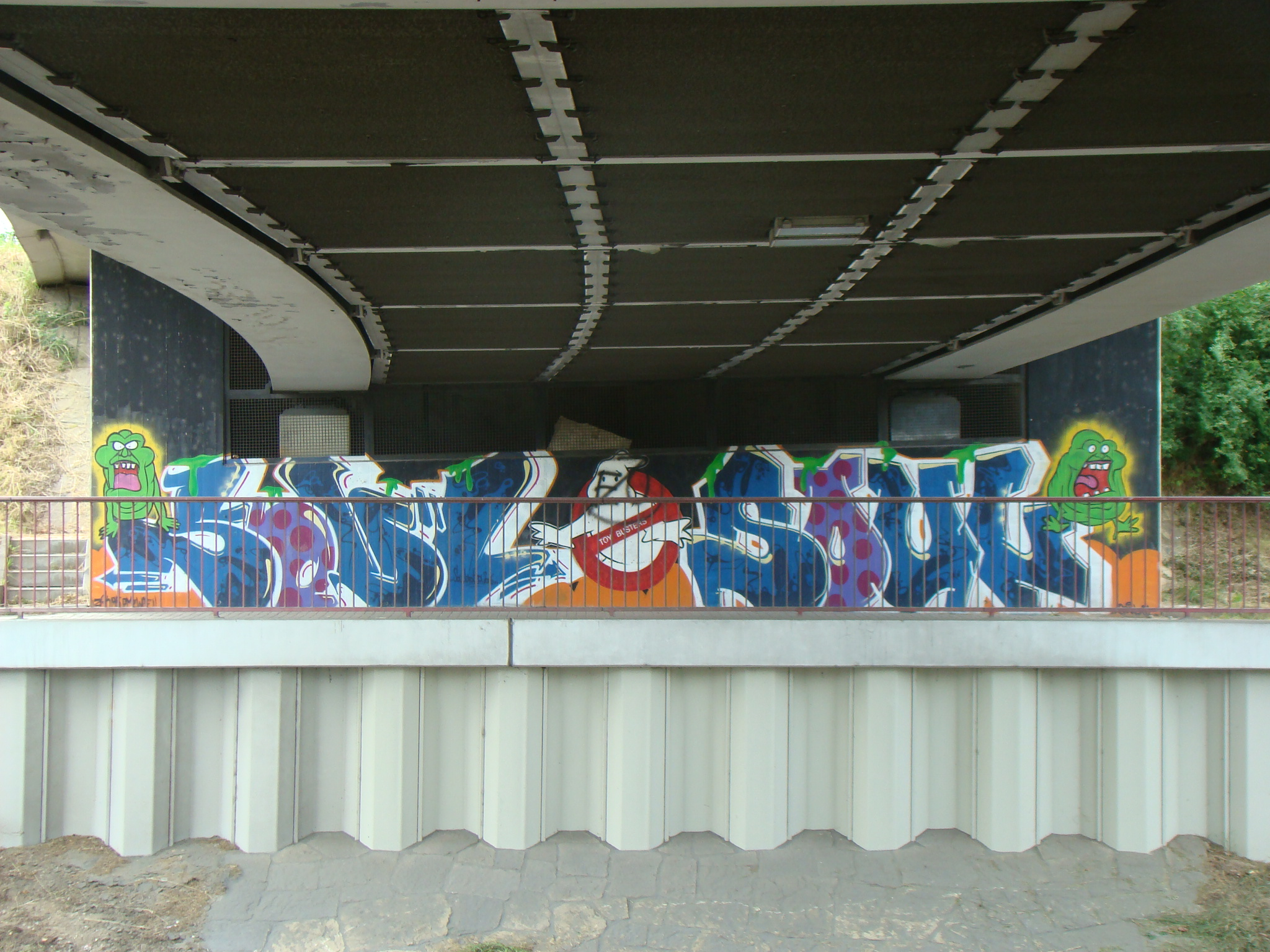
Graffiti ze Slimerem w niemieckim mieście Heilbronn (2015)

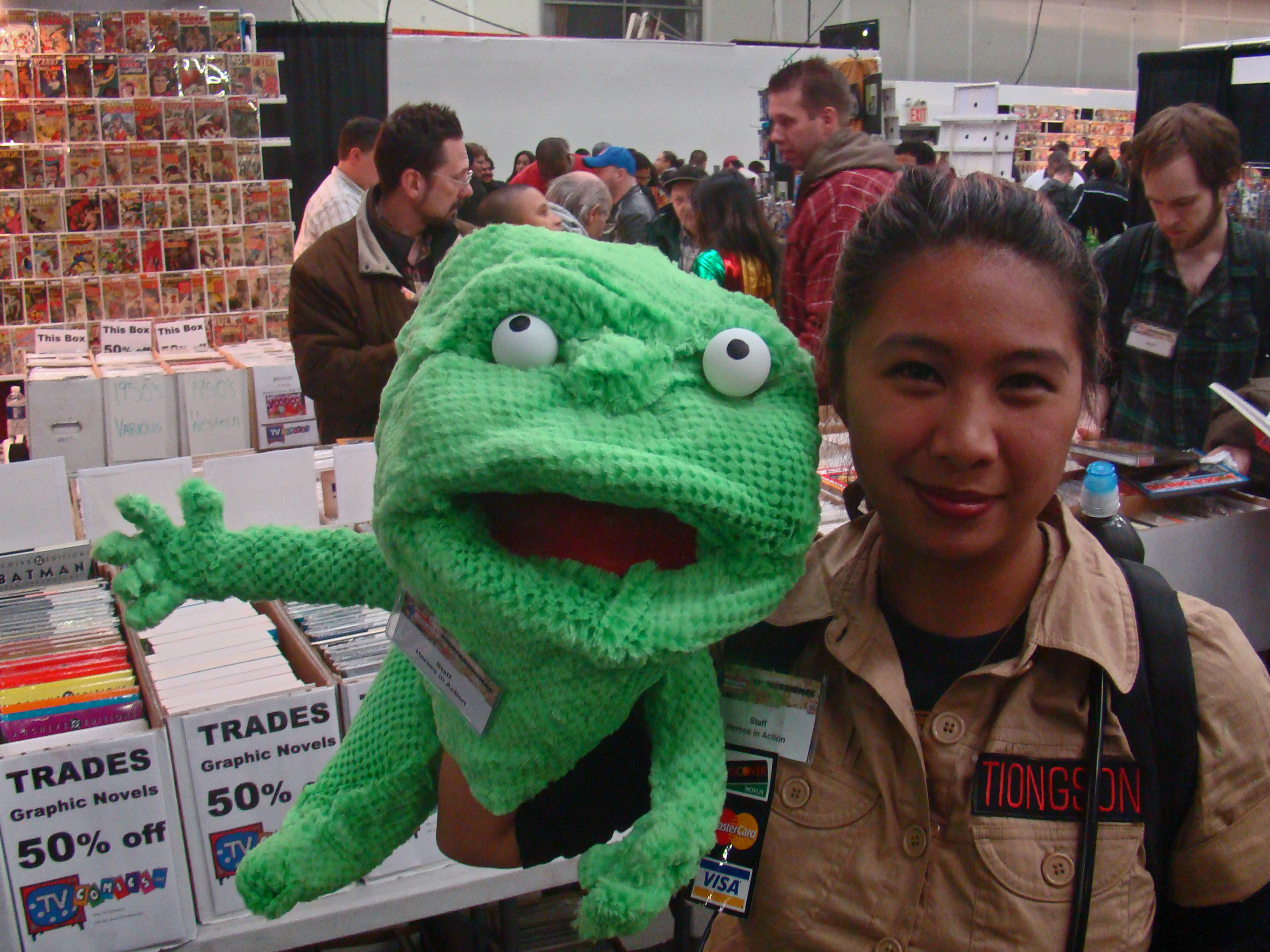
Cosplayerka ze Slimerem w Nowym Jorku (2009)

Slimer (pierwotnie The Green Ghost lub Onionhead) – postać fikcyjna, która wystąpiła w filmach Pogromcy duchów (1984), Pogromcy duchów II (1989) i reboocie Ghostbusters: Pogromcy duchów (2016), w animowanym serialu telewizyjnym Prawdziwe duchołapy i Extreme Ghostbusters oraz w wielu grach komputerowych serii.

## Koncepcja
Artysta zajmujący się efektami specjalnymi Steve Johnson stworzył żarłocznego, oślizgłego, zielonego ducha, znanego wówczas na planie jedynie jako „Onionhead” (pol. Cebulogłowy), ze względu na nieprzyjemny zapach modelu. Obecnie powszechnie znany jako „Slimer”, został tak nazwany dopiero w 1986 roku w animowanym serialu telewizyjnym Prawdziwe duchołapy. Opracowanie projektu Slimera zajęło sześć miesięcy i kosztowało około 300 000 dolarów. Miał wiele wersji ponieważ, jak twierdził Johnson, kadra kierownicza nieustająco ingerowała w jego projekt, zgłaszając korekty i nierzadko sprzeczne uwagi na temat najróżniejszych  szczegółów wyglądu ducha.
Dzień przed ostatecznym terminem ukończenia Slimera Johnson dowiedział się, że Dan Aykroyd i Harold Ramis chcieli, aby duch był hołdem złożonym aktorowi Johnowi Belushiemu. Mając te informacje Johnson zażył co najmniej trzy gramy kokainy i był przekonany, że duch Belushiego odwiedza go, aby dodać mu otuchy. To właśnie w tym czasie stworzył ostateczny projekt Slimera, który pojawił się w filmie. Aykroyd przyznał, że postać została zainspirowana Belushim, a zwłaszcza jego ciałem, a Ramis stwierdził, że porównanie nie miało być złośliwością. Model miał trzy wymienne twarze dla większej wyrazistości emocji, podczas gdy inne funkcje takie jak mruganie, były kontrolowane za pomocą linek przez zespół lalkarzy. Mniejsze modele wielkości jajka zostały stworzone z myślą o ruchach takich jak latanie po suficie sali balowej hotelu Sedgewick. Modelem operował Mark Bryan Wilson, który podczas kręcenia scen na czarnym tle miał na sobie piankowy kombinezon wzmocniony spandexem. Ponieważ ruchy Wilsona były ograniczone przez linki, kamera była wokół niego przesuwana, aby symulować ruch, ponadto Wilson pracował z dużymi rekwizytami na planie, aby duch wydawał się mniejszy.

## Charakterystyka
W filmie Pogromcy duchów Slimerowi brakuje inteligencji i dba jedynie o zdobycie jedzenia. W drugiej części duch wydaje się grubszy, inteligentniejszy i potrafi prowadzić autobus. W Prawdziwych duchołapach okazuje się, że Slimer jest opiekuńczy i okazuje współczucie bohaterom serialu. W reboocie z 2016 roku Slimer niszczy wózek z hot dogami i po ataku pogromców kradnie ich pojazd Ecto-1, aby wybrać się na przejażdżkę ze swoją dziewczyną Lady Slimer i innymi duchami.
Pochodzenie Slimera zostało opisane w komiksie Marvel UK The Real Ghostbusters w numerze 22., chociaż nie jest on kanoniczny w stosunku do filmów i animowanych seriali telewizyjnych. Wyjaśniono, że był otyłym królem o imieniu Remils („Slimer” od tyłu), który zmarł na niewydolność serca, podczas gdy usunięta scena z filmu Ghostbusters: Pogromcy duchów (2016) miała ukazać „ziemski” żywot Slimera: był gangsterem, który zabił kelnera w restauracji źle przyjmującego zamówienie, czego konsekwencją było uwięzienia Slimera i jego egzekucja. Po śmierci Slimera pogromcy spotykają go nawiedzającego tę samą restaurację, ale ze względu na eksperymentalny charakter ich sprzętu przypadkowo go oszpecają przed jego ucieczką, pozbawiając go nóg i zmieniając jego kolor na zielony.